# Liberty Bari 1909
La Società Sportiva Dilettantistica Liberty Bari 1909, meglio nota come Liberty o come più spesso recentemente chiamata Liberty Bari, è una società calcistica italiana della città di Bari.
Nata nel 1909, disputò i maggiori campionati calcistici italiani degli anni venti, la Prima Divisione, prima di fondersi nel 1928 con la concittadina Ideale nell'"Unione Sportiva Bari", poi AS Bari. Il club è stato poi rifondato nel 1944, per appena due anni, militando in Serie C nella stagione 1945-1946, e nel 1952, arrivando a disputare il settennio 1961-1968 in Serie D, per poi sciogliersi.
Nel 2007 un sodalizio di Eccellenza pugliese prende il nome "Liberty" per seguirne la tradizione sportiva, cedendo il titolo sportivo due anni dopo ad altri gruppi imprenditoriali ma lasciando a Bari la scuola calcio e il settore giovanile.

## Storia

### Dalle origini all'affermazione nelle serie maggiori

#### La nascita e i primi dodici anni di attività (1909-1921)
A Bari, nel 1909, i componenti della terza squadra del Foot-Ball Club Bari, adolescenti di età compresa fra i 12 e i 14 anni, stanchi di dover sempre fare da spettatori alle partite giocate dalle due squadre maggiori, organizzarono prima una protesta e poi uno sciopero di massa; infine fondarono una società completamente autonoma dal FBC Bari che chiamarono Foot-Ball Club Liberty, traendo spunto dall'omonimo stile artistico, allora di voga. I principali fondatori furono Umberto Valletta, Lorenzo Curatolo, Enrico Storelli, i fratelli D'Amico, Tito e Vurro. Valletta, che capeggiava il gruppo di "ribelli" e diede il nome alla nuova società, fu acclamato presidente. Il motto della squadra era <<Liberty uguale libertà, la maglia rossoblu la vittoria ci darà>> e in attinenza ad esso le prime divise dei libertiani erano composte da magliette a bande orizzontali rosse e blu alternate e braghe bianche.
I "rosso-blu" presero quindi parte a diverse partite e tornei amichevoli, cittadini e regionali. Benché fosse un club indipendente (con proprio consiglio direttivo e propria amministrazione), il Liberty mostrò sempre affinità verso il FBC Bari, la squadra che portava il nome della città e da cui la compagine rosso-blu proveniva (i riscontri pratici di ciò sono per esempio mostrati dal Corriere delle Puglie -attuale Gazzetta del Mezzogiorno-, che raccontando di un torneo organizzato a Bari in occasione della festa di San Nicola, nel maggio 1910, ipotizza un probabile favoritismo dei libertiani nei confronti del Bari, poi vincitore della competizione), diventandone una specie di appendice. Il 2 giugno 1910, in occasione della festa per lo Statuto Albertino, i libertiani giocarono la prima gara contro l'Ideale di Bari, anch'essa fondata da giovani precedentemente distaccati dal FBC Bari; la gara terminò 1-1 con reti di Amico II per il Liberty e del capitano Coccioli per l'Ideale e diede inizio ad una rivalità fra le due compagini.
Con il tempo i rosso-blu crescevano atleticamente e nel 1913, al "campo di Marisabella" (nei pressi dell'attuale Fiera del Levante) sconfissero per la prima volta il Bari FBC per 1-0, con rete di Giuseppe Vacca al 15º minuto del primo tempo.
Nel 1915, alcuni mesi prima della Grande Guerra, i colori delle divise libertiane furono modificati: le maglie divennero a strisce verticali bianche ed azzurre alternate (colori dello stemma della Provincia di Bari), i pantaloncini bianchi e i calzettoni azzurri (divisa con cui il Liberty viene tradizionalmente ricordato). A causa del conflitto bellico l'attività sportiva nel capoluogo fu ridotta al minimo; Liberty e Ideale riuscirono appena a far fronte alle spese per il minimo sostentamento ed il FBC Bari fu sciolto.
Circa sei mesi dopo la fine della guerra (era già iniziato il 1919) fu per primo il Liberty a dare nuovo impulso alle attività sportive nel capoluogo, praticando anche nuoto, atletica leggera e ciclismo. La società era sempre meglio organizzata, anche grazie all'efficiente lavoro dell'avvocato Franco Galesi. Si può dire, pur non essendoci atti ufficiali che lo attestino, che fino al 1928 il Liberty raccolse l'eredità sportiva del Bari attivo fino 1915 e non rifondato; lo stesso Floriano Ludwig, principale fondatore del Bari originario, entrò a far parte della società bianco-blu diventandone vicepresidente.

#### L'ascesa nella massima serie (1921-1926)
(Gianni Antonucci)

Il Liberty nel 1921. Sono immortalati, da sinistra: Lella II (Antonio), Capobianchi, Terrevoli, Galesi, De Marzo, Perilli, Minunno, Zito, Curatolo, Mastroserio, Cervini; all'estrema destra, vestito di nero e con il pizzetto, il presidente, cavalier Tonini.

Il Liberty fu ammesso alla Prima Divisione, il massimo campionato, nel 1921-1922, debuttandovi il 1º dicembre 1921; nello stesso anno disputò una prestigiosa partita amichevole con il Milan, persa 0-2, al termine della quale rossoneri e baresi cenarono insieme. Nei primi due campionati a cui parteciparono quattro squadre, i libertiani si classificarono terzi; nella stagione 1923-1924 quarti su sei partecipanti. I concittadini rivali dell'Ideale, ammessi alla stessa competizione nel 1922, raggiunsero invece per due volte consecutive il secondo posto del girone e le semifinali (in cui furono eliminati) e si aggiudicarono tutti i derby. L'11 novembre 1923, nella prima giornata del campionato 1923-1924 giocata contro l'Audace Taranto, esordì con la maglia numero otto il sedicenne Raffaele Costantino (ragazzo portato nel club bianco-blu da Enrico Storelli).
La stagione 1924-1925 iniziò con il derby rinviato a Taranto su decisione della Lega per timore di tafferugli, data la rivalità tra le due tifoserie; la vittoria questa volta andò al Liberty, la prima ufficiale, con un 4-1. Trascinato dalle reti di Costantino, soprannominato "reuccio" dalla tifoseria, e spesso servito dal regista ungherese Tomesko, il Liberty lottò fino alla fine per la vittoria del girone pugliese con la tarantina Pro Italia, condividendone infine la testa della classifica a 15 punti; fu poi sconfitto dai bianco-verdi 2-0 nello spareggio per il primato. I libertiani si qualificarono quindi al girone semifinale, dove si piazzarono terzi dietro Alba Roma e Cavese; pertanto non proseguirono il cammino per le finali.
Con il passare del tempo la formazione bianco-blu era diventata quella prediletta da buona parte dell'aristocrazia barese, contrapponendosi anche in questo all'Ideale, che si accattivava maggiormente le simpatie dei proletari e dei lavoratori. A partire dal 4-1 del 1924 i libertiani non furono mai più sconfitti dai concittadini rivali.
L'8 dicembre del 1925 fu inaugurato nel quartiere barese Carrassi il nuovo stadio "Campo degli Sports", costruito e finanziato dallo stesso F.C. Liberty; all'inaugurazione, in cui furono presenti le maggiori istituzioni cittadine del tempo, i bianco-blu batterono in amichevole l'Anconitana per 1-0 (goal siglato su rigore da Costantino). Arrivati secondi, ancora alle spalle della Pro Italia (con 10 punti, 4 in meno dei tarantini), i libertiani giunsero alle semifinali di Lega Sud, che chiusero in quarta e penultima posizione.
I bianco-bleu avevano di fatto sottratto all'Ideale la leadership del calcio barese e divennero una fra le squadre più accreditate della Prima Divisione meridionale. La federazione fascista barese sovvenzionava la società bianco-blu, la cui squadra tutti iniziavano a chiamare "Bari".

#### La conquista della Divisione Nazionale e la fusione con l'Ideale Bari (1926-1928)
Nell'estate del 1926, per effetto della Carta di Viareggio che eliminò la dicotomia tra i campionati settentrionale e meridionale, il Liberty, permanendo assieme ad altre formazioni in Prima Divisione fu incluso nella seconda categoria del calcio italiano, suddivisa in quattro gironi interregionali; i bianco-blu quindi, da questo momento non affrontarono più nel girone preliminare solo squadre pugliesi. Il 3 febbraio 1927, esaudendo il desiderio di Araldo di Crollalanza, allora podestà di Bari e potente esponente del PNF, la società sportiva cambiò denominazione sociale in Bari Football Club, usandola per la prima volta il 6 febbraio dello stesso anno nell'amichevole con l'Audace Taranto (vinta 2-1). I bianco-bleu disputarono un buon campionato, all'inseguimento della Lazio capolista battuta 2-1 nella 14ª giornata, cui rimasero distanziati di 1 punto alla fine della competizione (così rimanendo nella Divisione "cadetta"); i dirigenti del Bari FC recriminarono su alcune decisioni arbitrali sfavorevoli.
 Bari FC - AC Fiorentina 
Bari FC: De Carli, Castellano, Minunno, Lella III, Brezzi, Vescina, Costantino, Abriani, Corengia, Bellomo, Rastelli - Allenatore: Galesi.
Fiorentina: Sernagiotto, Calzolari, Romeo (I), Pratoverde, Staccione, Salvatorini, Scazzola, Bernetti, Miconi, Bassi, Rivolo - Allenatore: Csapkay.
Marcatori: 6' Rastelli; 32' Miconi; 37' Bernetti; 42' Abriani; 46', 55' Rastelli; 61' Bellomo; 73' Salvatorini.
Per la stagione 1927-1928 il club bianco-blu ingaggiò alcuni calciatori dalle formazioni settentrionali, più competitive di quelle del Mezzogiorno. Il Bari FC disputò un buon campionato, contendendo la testa della classifica alla Fiorentina (la cui inclusione nel girone meridionale fece scalpore) e conquistando la promozione matematica in Divisione Nazionale il 15 gennaio 1928, in casa, con il 5-3 nello scontro diretto. Costantino aveva realizzato a fine girone 11 reti in 12 gare.
La sera del 27 febbraio 1928, circa un mese dopo la fine del girone, la federazione fascista di Bari dispose l'unificazione di Bari FC ed US Ideale nell'"Unione Sportiva Bari" (che prese poi, nel 1945 il nome di Associazione Sportiva Bari); Oltre che nel nome la nuova società subì un rimescolamento di cariche tecniche e dirigenziali, occupate da persone prima facenti parte dei due diversi sodalizi. La nuova US Bari si accingeva quindi ad affrontare le finali di categoria.

### Le rifondazioni

#### Il biennio 1944-1946
Nel 1944, durante la seconda guerra mondiale, il Liberty fu rifondato a Rutigliano (in Provincia di Bari) dai fratelli Padolecchia, che lo affidarono poi al dottor Resta; Michele Sinesi e Dario Gay, un ex del Bari, si occupavano della gestione della rinata società. Lo stesso Gay trovò un terreno a nord del centro di Bari -nel quartiere Marconi- da adattare a campo di gioco (gli stadi e i campi sportivi di Bari e delle sue frazioni erano occupati dagli eserciti alleati ed erano pertanto inutilizzabili) e ne fu contrattato l'affitto con i proprietari; questo campo fu intitolato al compianto Antonio Lella. Al campo Lella il Liberty disputò il Torneo misto pugliese con una squadra di giovani locali, che a differenza delle formazioni concorrenti non aveva alcun atleta con esperienze di Serie A e B e terminò la competizione all'ultimo posto con 6 punti.
Nel 1945 fu costituito il vivaio del Liberty, chiamato "Lallo Madami" in onore al campione pugliese del Salto in alto, caduto per la patria durante la guerra.
Per la stagione 1945-1946 i bianco-blu furono ammessi al campionato di Serie C gestito dalla Lega Nazionale Centro-Sud, che conclusero al tredicesimo e ultimo posto nel girone E. Inizialmente retrocessi, furono ripescati ma la società rinunciò a proseguire l'attività sportiva, decidendo di sciogliere il sodalizio, gestito autonomamente da alcuni calciatori-dirigenti e dalla passione di Sinesi, Scipione Ferrante e Ro Vittorio. Tutti gli atleti libertiani passarono al Bari, di cui la Lallo Madami integrò la sezione giovanile.

#### I sedici anni nelle serie dilettantistiche (1952-1968)

La formazione del Liberty della stagione 1959-1960. Da sinistra, in piedi: De Mola, Nappi, Di Cristo, La Salandra, Quadrello, l'allenatore Sandron, Salcuni, Liofredi, il presidente Umberto Giorgio, D'Aniello; in ginocchio (sempre da sinistra): il massaggiatore Orlando, Buonvino, Scarale, De Luisi.

Nell'estate del 1952 un gruppo d'imprenditori e professionisti baresi, tra cui l'ex campione Raffaele Costantino e Giosuè Poli, ridiedero vita al Liberty; il neo-presidente fu il Commendator Andrea Somma ed il suo vice il Cavalier Umberto Giorgio.
Nel 1956 i bianco-blu erano in Promozione (allora il massimo livello calcistico regionale, che cambiò denominazione tre volte nei successivi cinque anni -era un periodo di frequenti riforme per il calcio dilettantistico-). Nella stagione 1958-1959 la formazione barese giunse prima nel girone pugliese A del Campionato Dilettanti e si scontrò agli spareggi con la capolista del girone B, il Noicattaro; nello spareggio di ritorno a Bari per effetto di un 2-0 fu acclamata Campionessa Pugliese Dilettanti. Trovata negli spareggi interregionali la Frattese, il Liberty, dopo una vittoria per 2-0 tra le mura amiche venne sconfitto in trasferta 5-0 dai campani e quindi eliminato. Nel frattempo Umberto Giorgio succedette a Somma come presidente.
Nella stagione 1960-1961, in virtù del primo posto ottenuto nella Prima Categoria regionale, i bianco-blu furono promossi in Serie D e vi disputarono sette campionati di fila, chiudendoli a volte con alte posizioni in classifica (il miglior piazzamento fu il 3º posto della stagione 1963-64). Nella stagione 1967-68, giunto ultimo nel girone H retrocedette in Prima Categoria.
Dopo aver disputato l'ultimo campionato in Serie D, Umberto Giorgio vendette il titolo sportivo della società barese, che venne quindi traslato a Palo del Colle (in Provincia di Bari) e rinominato "Liberty Palo".

#### Le rifondazioni degli anni 2000 e 2010
Nel 2007 l'imprenditore Antonio Flora favorisce una nuova rinascita del Liberty, utilizzando il titolo sportivo del Capurso a cui cambia il nome in Associazione Sportiva Dilettantistica Liberty Bari 1909; la stessa società apre anche una scuola calcio gratuita per i bambini meno abbienti. La rinata formazione bianco-blu conclude il campionato d'Eccellenza 2007-'08 in 10ª posizione in classifica.
Sul finire del maggio 2008, a causa dell'onerosità della gestione del club nel capoluogo, il titolo viene venduto all'imprenditore e politico Nicola Canonico; l'azienda viene quindi ancora trasferita a Palo del Colle (la coincidenza della destinazione della traslazione con quella di quarant'anni prima è stata del tutto casuale), ad eccezione della scuola calcio (dal settembre del 2008, quindi, il Liberty non disputa più le partite interne a Bari).
La formazione bianco-blu, dopo aver chiuso la seconda stagione al secondo posto con 70 punti (dodici in meno del Casarano capolista), ha perso i Play-off per la promozione in serie D. Successivamente la società diventa "A.S.D. Liberty Palo".
Nell'estate del 2019 la scuola calcio Liberty, rimasta nel capoluogo, iscrive una sua formazione nel girone barese di Terza Categoria.

#### La nuova ripartenza
Nel giugno 2025 Giovanni Sardone, imprenditore pugliese della grande distribuzione e già presidente del Marsala, rileva il club da Ottavio De Gregorio con l'obiettivo di riportare in auge lo storico club barese. 
Il 9 luglio, tramite i canali social della società vengono annunciate nuove figure, a completamento dell'organigramma societario tra cui il nuovo allenatore Giovanni Bellomo.

## Colori e simboli

### Colori
| Prima divisa storica (1909-1915) | una divisa della stagione 1959-1960 | una divisa della stagione 2007-2008 |

### Simboli ufficiali

#### Stemma e mascotte
Nel testo 90 Bari di Gianni Antonucci si nota, in una stampa di pubblicità per l'iscrizione alle giovanili del Liberty, uno stemma che consiste in un ovale che racchiude un tondo, con all'interno strisce bianche ed azzurre.
Sul sito Solobari è visibile invece lo stemma del periodo 1926-1928, del "Bari Football Club", recante il fascio littorio: stemma del Bari Football Club su Solobari.
L'effigie del Liberty rifondato nel 2007 era invece caratterizzata da un unicorno: stemma dell'ultimo Liberty Bari Archiviato il 5 marzo 2016 in Internet Archive..

## Strutture

### Stadi

Una foto del derby Liberty-Ideale del 9 dicembre 1923, giocato al Campo San Lorenzo (e vinto 3-1 dai nero-verdi): si vede la recinzione che delimita lo spazio destinato agli spettatori. Fotografia originale.

Il Liberty, come tutte le altre squadre baresi degli anni dieci e della prima metà degli anni venti giocava gli incontri nel Campo San Lorenzo e nel Campo di Marisabella; il primo era un terreno di proprietà militare, nella zona della ex caserma Rossani di Bari e costituiva la Piazza d'Armi del capoluogo (l'area è stata suolo militare fino alla fine degli anni novanta; ora una sua parte è stata trasformata in parcheggio), il secondo prendeva il nome dalla zona prospiciente al mare, in cui era situato (nei pressi dell'attuale Fiera del Levante). A quanto risulta dai testi sulla storia del calcio barese, scritti da Gianni Antonucci, gli incontri ufficiali sono stati giocati solo al campo San Lorenzo.
Nei primi anni d'esistenza (1909-1915) lo stesso Liberty allestiva un campo quasi regolamentare nei pressi della polveriera (all'incirca dov'è stata poi costruita la caserma), ad alcune decine di metri di distanza dal campo del FBC Bari (il c. San Lorenzo, che poi divenne il campo Rossani), mentre dopo la prima guerra mondiale utilizzò, assieme alle altre formazioni baresi il San Lorenzo. Nel 1919, dietro permesso delle autorità militari il S. Lorenzo fu munito di recinzione, a spese dei soci del Liberty, mentre il tifoso Lojodice costruì gratuitamente una tribunetta.

Vista prospettica del Campo degli Sports dalla gradinata ovest, poco dopo i lavori del 1931. La parte centrale della tribuna coperta, in tonalità più chiara, corrisponde alla tribuna centrale precedente ai lavori di ampliamento. L'impianto, così strutturato, fu utilizzato dai bianco-blu anche nel secondo dopoguerra.

Nel 1925, viste le aumentate necessità della formazione bianco-blu e dell'Ideale e lo scarso impegno dell'amministrazione comunale barese a dotare la città di un campo sportivo proprio, il consiglio d'amministrazione libertiano provvide autonomamente alla costruzione di un impianto proprio nel quartiere Carrassi, denominandolo Campo degli Sports; tale servizio, con tribune in tufo, acciaio e legno, fu utilizzato prima dal Liberty e dall'Ideale e poi dal Bari fino al 1934 (fu ristrutturato due volte, raggiungendo nel 1931 circa 10000 posti a sedere), quando fu inaugurato lo Stadio della Vittoria. Il Campo degli Sports fu poi riutilizzato da Liberty e Ideale, rifondate nel secondo dopoguerra, fino al 1967 quando fu smantellato per ragioni di pubblica utilità.

## Società
Le società calcistiche divennero obbligatoriamente tutte S.P.A. solo negli anni sessanta, quindi non si può essere sicuri che questa fosse un'organizzazione simile. La prima sede sociale fu in via Sagarriga Visconti (nel quartiere Murattiano, via tuttora esistente). La sede della società rifondata negli anni cinquanta era invece nella centrale via Sparano.

### Organigramma societario
- Giovanni Sardone - Presidente
- Ottavio De Gregorio - Presidente Onorario
- Sergio Cisonno - Vicepresidente
- Meo Schirone - Direttore Generale
- Nicola Amoruso - Direttore Sportivo
- Massimo Vitti - General Manager
- Enzo Sciacovelli - Dirigente organizzativo

### Lista dei presidenti
- 1909-19??  Umberto Valletta[2]
- 1919-1921  Cav. Tonini[4][7]
- 1921-19??  On. Giuseppe Re David[5][7]
- ?  Ing. Pietro Giorgio[5]
- ?  On. Giuseppe Re David[5][8]
- 192?-1928  Avv. Franco Galesi[5]
- 1944-1946  Dott. Resta[9]
- 1952-195?  Comm. Andrea Somma[13]
- 195?-1968  Cav. Umberto Giorgio
- 2007-2008  Antonio Flora[24]
- 2017-2025  Ottavio De Gregorio
- 2025-  Giovanni Sardone

### L'attività polisportiva
Soprattutto dopo la fine della prima guerra mondiale il Liberty svolse un'attività polisportiva, facendo praticare anche sport diversi dal calcio: i soci-atleti Curatolo e Capruzzi furono attivi nel Fondo, Capobianchi nella velocità, Gentile nel ciclismo; Di Bella, Antonicelli, Albanese, Cinefra e Loiacono nel nuoto.

## Giocatori[25]

Le formazioni di Liberty e Ideale fotografate prima del derby del 14 gennaio 1923. I giocatori del Liberty sono, partendo da sinistra, in piedi: Curatolo, Maselli, De Marzo, Vescina, Capobianchi, il portiere Cervini con la mascotte, Mastroserio; seduti (sempre da sinistra) Lella II (Antonio), Manganelli; sdraiati Lamanna e Perilli.

Sono citati gli atleti con un minimo di 35 presenze oppure per fattori che li rendono rilevanti.
- Vito Minunno (1921-1928), 75 presenze (2 goal). Difensore arcigno, soprannominato "vagone di ferro" per la sua durezza.[26] Disputò alcune gare anche nel Bari, in Serie B.
- Raffaele Costantino (1922-1928), 66 presenze (34 goal). Cresciuto calcisticamente nel Liberty e soprannominato dai tifosi "il reuccio",[8] è stato anche rappresentativo del Bari.[27]
- Luigi Perilli (1921-1927), 66 presenze (18 goal), detto "coriolano" (gigante) per il fisico alto e possente;[8] attaccante veloce e forte fisicamente.[8]
- Salvatore Vescina (19??-1928), 61 presenze (7 goal).
- Gaetano De Marzo (1922-1928), 58 presenze (7 goal), centrocampista. Continuò l'attività agonistica nel Bari.
- Sartoris (1922-1927), 57 presenze (1 goal).
- Antonio Lella (Lella II) (1921-1928), 45 presenze (5 goal); difensore.[28] Venne confermato nel 1928 per il Bari, in cui fu titolare. Morì disgraziatamente all'età di 27 anni,[28] in parte a conseguenza di un infortunio subìto in gioco.[28]
- Gaetano Loiacono (1921-1927), 40 presenze (0 goal), terzino.[8]
- Florindo Cervini (1921-1925), 37 presenze (0 goal), portiere titolare prima dell'arrivo di Visciano.
- János Hajdu (1924-1926), 32 presenze (9 goal), mezzala ungherese dotata tecnicamente.[29]
- Tomesko (1925-1927), 27 presenze (9 goal). Centrocampista ungherese, fornì diversi passaggi a Costantino, utili per segnare.[8]
- Lorenzo Mastroserio (19??-1926), 26 presenze (12 goal).
- Dino Castellano, (1927-1928), 19 presenze (0 goal).
- Lorenzo Curatolo (19??-1925), detto Renzo, 10 presenze (0 goal). Molto attivo nei primi tredici anni di vita del club, poi divenuto giornalista sportivo.[2][3][4][5][7]

## Palmarès

### Competizioni regionali
- Prima Categoria: 1

1960-1961 (girone B)

### Altri piazzamenti
- Serie D:

Terzo posto: 1963-1964 (girone F)
- Eccellenza:

Secondo posto: 2008-2009
- Coppa Italia Dilettanti Puglia:

Finalista: 2008-2009

## Statistiche e record

### Partecipazione ai campionati

#### Campionati nazionali
| Livello | Categoria       | Partecipazioni | Debutto   | Ultima stagione | Totale |
| ------- | --------------- | -------------- | --------- | --------------- | ------ |
| 1º      | Prima Divisione | 5              | 1921-1922 | 1925-1926       | 5      |
| 2º      | Prima Divisione | 2              | 1926-1927 | 1927-1928       | 2      |
| 3º      | Serie C         | 1              | 1945-1946 | 1945-1946       | 1      |
| 4º      | Serie D         | 7              | 1961-1962 | 1967-1968       | 7      |

#### Campionati regionali
| Livello | Categoria             | Partecipazioni | Debutto   | Ultima stagione | Totale |
| ------- | --------------------- | -------------- | --------- | --------------- | ------ |
| 5º      | Promozione            | 1              | 1956-1957 | 1956-1957       | 5      |
| 5º      | Campionato Dilettanti | 2              | 1957-1958 | 1958-1959       | 5      |
| 5º      | Prima Categoria       | 2              | 1959-1960 | 1960-1961       | 5      |
| 6º      | Prima Divisione       | 4              | 1952-1953 | 1955-1956       | 6      |
| 6º      | Eccellenza            | 2              | 2007-2008 | 2008-2009       | 6      |

### Statistiche di squadra[31][32]
- Miglior serie positiva: 13 turni, dalla 6ª alla 18ª giornata di Prima Divisione 1926-1927 (nove vittorie e quattro pareggi).
- Serie più lunga di vittorie consecutive: 4 turni, dall'11ª alla 14ª giornata di Prima Divisione 1926-1927 e dalla 1ª alla 4ª giornata di Prima Divisione 1927-1928.
- Vittoria più larga: Liberty-Veloce Taranto 8-0, giocata a Bari (al Campo San Lorenzo) l'11 dicembre del 1921 (e valida per la 1ª giornata del girone pugliese di Prima Divisione 1921-1922).
- Sconfitta più larga: Alba Roma-Liberty 6-0, giocata a Roma il 19 aprile del 1925 (e valida per la 1ª giornata del girone semifinale "B" della Lega Sud di Prima Divisione 1924-1925).
- I bianco-blu non hanno mai concluso alcuna competizione all'ultimo posto in classifica.

### Statistiche individuali[25][33]
| Record di presenze - 75 Vito Minunno (1921-1928) - 66 Raffaele Costantino (1922-1928) - 66 Luigi Perilli (19??-1928) - 61 Salvatore Vescina (1922-1928) | Record di reti - 34 Raffaele Costantino (1922-1928) - 18 Luigi Perilli (1921-1928) - 12 Mastroserio (19??-1926) |

## Tifoseria

### Rivalità

Una fase dell'incontro Liberty-Pro Italia del 6 marzo 1927, finito 0-0.

Oltre che con i baresi dell'Ideale, i libertiani erano rivali delle formazioni tarantine dell'epoca, l'Audace e la Pro Italia e dopo la fusione di queste, del Taranto.